# Kvænangen
Kvænangen est une kommune de Norvège. Elle est située dans le comté de Troms.

## Histoire
Au cours de la Seconde Guerre mondiale, d'août à novembre 1942, un camp de travail forcé est installé dans la ville. Il s'agit d'une annexe au camp de concentration de Grini. 400 prisonniers y sont réduits en esclavage afin de construire un abri et plusieurs kilomètres de route. Le camp est gardé par des soldats de la Wehrmacht et géré par des membres de l'Organisation Todt. Les conditions climatiques sont dures et les prisonniers reçoivent des rations alimentaires de la part de la Croix-Rouge (en) de Tromsø et de ses habitants (en).

Lors de la retraite de la Wehrmacht, début 1945, la population est évacuée de force et tous les bâtiments brûlés.

## Localités
- Alteidet (70° 01′ 44″ N, 22° 05′ 40″ E)
- Burfjord (69° 56′ 16″ N, 22° 03′ 07″ E)
- Jøkelfjord (70° 03′ 37″ N, 21° 52′ 10″ E)
- Kjækan (69° 46′ 44″ N, 22° 05′ 00″ E)
- Kvænangsbotn (69° 43′ 53″ N, 22° 04′ 45″ E)
- Olderfjord (70° 10′ 28″ N, 21° 28′ 56″ E)
- Reinfjord (70° 06′ 06″ N, 21° 35′ 58″ E)
- Seglvik (70° 12′ 17″ N, 21° 13′ 16″ E)
- Sekkemo (69° 50′ 14″ N, 21° 56′ 57″ E)
- Sørstraumen (69° 50′ 30″ N, 21° 51′ 36″ E)
- Spildra (69° 59′ 46″ N, 21° 40′ 55″ E)
- Storeng / Stuoragieddi (70° 00′ 29″ N, 22° 01′ 25″ E) ;
- Undereidet / Muotkkevuolli (69° 52′ 05″ N, 21° 58′ 50″ E)
- Valanhamn (69° 57′ 46″ N, 21° 31′ 23″ E)